# Campeonato Sul-Coreano de Patinação Artística no Gelo de 2017
O Campeonato Sul-Coreano de Patinação Artística no Gelo de 2017 foi a septuagésima primeira edição do Campeonato Sul-Coreano de Patinação Artística no Gelo, um evento anual de patinação artística no gelo onde os patinadores artísticos competem pelo título de campeão Sul-Coreano nos níveis sênior e júnior. A competição foi disputada entre os dias 6 de janeiro e 8 de janeiro, na cidade de Gangneung, Gangwon.

## Eventos
- Individual masculino
- Individual feminino
- Duplas
- Dança no gelo

## Medalhistas
| Evento                        | Ouro                             | Prata                           | Bronze                        |
| Sênior                        |                                  |                                 |                               |
| Individual masculino detalhes | Cha Jun-hwan                     | Kim Jin-seo                     | Lee Si-hyeong                 |
| Individual feminino detalhes  | Lim Eun-soo                      | Kim Ye-lim                      | Kim Na-hyun                   |
| Duplas detalhes               | Ji Min-ji Themistocles Leftheris | Kim Su-yeon Kim Hyung-tae       | Kim Kyeung Alex Kang-chan Kam |
| Dança no gelo detalhes        | Yura Min Alexander Gamelin       | Lee Ho-jung Richard Kang-in Kam | nenhum outro competidor       |
| Júnior                        |                                  |                                 |                               |
| Individual masculino          | Cha Young-hyun                   | Kyeong Jae-seok                 | Kim Sang-woo                  |
| Individual feminino           | Choi So-eun                      | Choi Hyun-soo                   | Lee Yu-rim                    |

## Resultados

### Sênior

#### Individual masculino
| Pos.              | Nome            | Pontos | PC        | PL         |
| ----------------- | --------------- | ------ | --------- | ---------- |
| Medalha de ouro   | Cha Jun-hwan    | 238.07 | 81.83 (1) | 156.24 (1) |
| Medalha de prata  | Kim Jin-seo     | 216.16 | 77.25 (2) | 138.91 (2) |
| Medalha de bronze | Lee Si-hyeong   | 189.91 | 58.46 (5) | 131.45 (3) |
| 4                 | Byun Se-jong    | 182.81 | 59.79 (4) | 123.02 (4) |
| 5                 | Lee June-hyoung | 178.56 | 64.19 (3) | 114.37 (6) |
| 6                 | An Geon-hyeong  | 167.21 | 50.30 (7) | 116.91 (5) |
| 7                 | Park Sung-hoon  | 161.29 | 49.08 (8) | 112.21 (7) |
| 8                 | Lee Dong-won    | 160.90 | 53.60 (6) | 107.30 (8) |

#### Individual feminino
| Pos.                                                  | Nome             | Pontos | PC         | PL          |
| ----------------------------------------------------- | ---------------- | ------ | ---------- | ----------- |
| Medalha de ouro                                       | Lim Eun-soo      | 191.98 | 64.53 (1)  | 127.45 (1)  |
| Medalha de prata                                      | Kim Ye-lim       | 183.27 | 63.98 (2)  | 119.29 (4)  |
| Medalha de bronze                                     | Kim Na-hyun      | 181.78 | 62.87 (3)  | 118.91 (5)  |
| 4                                                     | Choi Da-bin      | 181.48 | 60.19 (4)  | 121.29 (3)  |
| 5                                                     | You Young        | 180.88 | 58.71 (6)  | 122.17 (2)  |
| 6                                                     | Kam Yun-kyung    | 170.81 | 59.37 (5)  | 111.44 (7)  |
| 7                                                     | An So-hyun       | 168.68 | 58.23 (7)  | 110.45 (8)  |
| 8                                                     | Kim Ha-nul       | 167.56 | 50.31 (14) | 117.25 (6)  |
| 9                                                     | Lee Hyun-soo     | 158.84 | 50.02 (15) | 108.82 (9)  |
| 10                                                    | To Ji-hun        | 155.56 | 49.89 (16) | 105.67 (10) |
| 11                                                    | Jeon Gyo-hee     | 153.20 | 52.80 (10) | 100.40 (11) |
| 12                                                    | Son Suh-hyun     | 152.25 | 54.96 (8)  | 97.29 (12)  |
| 13                                                    | Kim Hae-jin      | 146.83 | 52.49 (11) | 94.34 (15)  |
| 14                                                    | Noh Chae-eun     | 145.12 | 51.18 (12) | 93.94 (16)  |
| 15                                                    | Lee Seo-young    | 145.05 | 52.88 (9)  | 92.17 (18)  |
| 16                                                    | Choi Yu-jin      | 143.03 | 50.58 (13) | 92.45 (17)  |
| 17                                                    | Kwon Ye-na       | 141.94 | 47.34 (17) | 94.60 (14)  |
| 18                                                    | Jeon Su-been     | 140.85 | 45.90 (19) | 94.95 (13)  |
| 19                                                    | Kim Bo-young     | 137.20 | 45.89 (20) | 91.31 (19)  |
| 20                                                    | Yoon Eun-su      | 136.61 | 47.22 (18) | 89.39 (20)  |
| 21                                                    | Lee Ji-won       | 131.19 | 44.85 (21) | 86.34 (21)  |
| 22                                                    | Kang Soo-min     | 126.06 | 42.55 (24) | 83.51 (22)  |
| 23                                                    | Kim sena         | 120.62 | 43.37 (23) | 77.25 (23)  |
| 24                                                    | Youn Ha-rim      | 112.46 | 44.41 (22) | 68.05 (24)  |
| Não avançaram para a patinação livre / programa longo |                  |        |            |             |
| 25                                                    | Lee Ji-yoon      | 42.03  | 42.03 (25) |             |
| 26                                                    | Kim Tae-kyung    | 41.99  | 41.99 (26) |             |
| 27                                                    | Shim Kyoung-yeon | 41.85  | 41.85 (27) |             |
| 28                                                    | Jang Hyun-su     | 39.77  | 39.77 (28) |             |
| 29                                                    | Choi Hwi         | 39.71  | 39.71 (29) |             |
| 30                                                    | Yoon Min-seo     | 38.68  | 38.68 (30) |             |
| 31                                                    | Kim Ah-hyun      | 37.56  | 37.56 (31) |             |
| 32                                                    | Lim Na-yeong     | 35.35  | 35.35 (32) |             |
| 33                                                    | Park Go-eun      | 35.29  | 35.29 (33) |             |
| 34                                                    | Kim Su-hyun      | 34.42  | 34.42 (34) |             |
| 35                                                    | Cho Yu-bin       | 24.54  | 24.54 (35) |             |

#### Duplas
| Pos.              | Nome                               | Pontos | PC        | PL        |
| ----------------- | ---------------------------------- | ------ | --------- | --------- |
| Medalha de ouro   | Ji Min-ji / Themistocles Leftheris | 140.49 | 47.22 (2) | 93.27 (2) |
| Medalha de prata  | Kim Su-yeon / Kim Hyung-tae        | 137.62 | 44.24 (3) | 93.38 (1) |
| Medalha de bronze | Kim Kyu-eun / Alex Kang-chan Kam   | 127.57 | 49.30 (1) | 78.27 (3) |

#### Dança no gelo
| Pos.             | Nome                              | Pontos | PC        | PL        |
| ---------------- | --------------------------------- | ------ | --------- | --------- |
| Medalha de ouro  | Yura Min / Alexander Gamelin      | 134.36 | 56.34 (1) | 78.02 (1) |
| Medalha de prata | Lee Ho-jung / Richard Kang-in Kam | 127.80 | 51.25 (2) | 76.55 (2) |